# Astraphon
La Astraphon Superdisco è stata una casa discografica italiana attiva tra gli anni cinquanta e gli anni sessanta.

## Storia della Astraphon
L'Astraphon venne fondata nel 1957 dal maestro Aldo Pagani, noto per essere stato uno dei componenti del sestetto di Renato Carosone, nonché titolare delle edizioni musicali A. Pagani.
La sede della Astraphon fu dapprima in piazzale Cadorna 11, poi in via Piatti 8.
Per la distribuzione si appoggiava alla Meazzi.
L'etichetta pubblicò sia dischi di jazz che di musica leggera.
Tra gli artisti pubblicati ricordiamo Jimmy Fontana, Ennio Sangiusto, Eraldo Volontè e Mara Del Rio.

## I dischi pubblicati
Per la datazione ci si basa sull'etichetta del disco, o sul vinile o, infine, sulla copertina; qualora nessuno di questi elementi avesse una datazione, ci si basa sulla numerazione del catalogo, se esistenti, vengono riportati oltre all'anno il mese e il giorno (quest'ultimo dato si trova, a volte, stampato sul vinile).

### 33 giri - 25 cm
| Numero di catalogo | Anno | Interprete                | Titoli                                             |
| ------------------ | ---- | ------------------------- | -------------------------------------------------- |
| 198 N.T.           | 1957 | Tony De Vita              | Tony De Vita                                       |
| 200 N.T.           | 1957 | Alceo Guatelli            | Alceo Guatelli fisarmonica e ritmi                 |
| 201 N.T.           | 1957 | Eraldo Volontè            | Eraldo Volonté e Quintetto                         |
| 203 N.T.           | 1958 | Flaminia Street Jazz Band | Flaminia Street Jazz Band Makes An History Of Jazz |

### 33 giri - 30 cm
| Numero di catalogo | Anno | Interprete     | Titoli                    |
| ------------------ | ---- | -------------- | ------------------------- |
| LPA 10001          | 1962 | Esecutori vari | 10 anni di jazz in Italia |
| LPA 10004          | 1962 | Esecutori vari | Arcobaleno musicale       |
| LPA 10010          | 1963 | Nilo Ossani    | A tutte le mamme          |

### EP
In alcuni EP la sigla E. è inserita prima della numerazione, in altri invece dopo.
| Numero di catalogo | Anno | Interprete | Titoli                                                                    |
| ------------------ | ---- | --- | ------------------------------------------------------------------------- |
| 1212 E.            | 1957 | Alceo Guatelli | Marcia dei gladiatori/La petite valse/Nespolina/Paquita                   |
| 1213 E.            | 1957 | Alceo Guatelli | Espana/Sangue viennese/Le sirene/Storielle del bosco viennese             |
| 1214 E.            | 1957 | Alceo Guatelli | Piccolissima serenata/Mio nonno Capo Faro/Lazzarella/Un volto nella folla |
| 1215 E.            | 1957 | Hubert Von Hauser e la sua orchestra                                                                                         | Conte di Lussemburgo/Canaria/Principessa della czarda/El tornado          |
| 1216 E.            | 1957 | Hubert Von Hauser e la sua orchestra                                                                                         | Vedova allegra/Amico tango/Romanza della Vilya/Gelosia                    |
| 1217 E.            | 1957 | Franz Stemberg e la sua orchestra                                                                                            | Speranze perdute/Rosamunda/Carnevale di Venezia/Mazurca variata           |
| 1218 E.            | 1957 | Franz Stemberg e la sua orchestra                                                                                            | Onde del Danubio/Caminito/Sopra le onde/Tango del cuore                   |
| 1219 E.            | 1957 | Alceo Guatelli | Rodriguez pena/La doccia/Stranezza/Rossana                                |
| 1220 E.            | 1957 | Aldo Pagani and his sextet                                                                                                   | Yesterday/Le Rififi/Tenderly/Stranger in Paradise                         |
| 1221 E.            | 1957 | Aldo Pagani and his sextet                                                                                                   | As Time Goes By/Que serà, serà.../Lisbona antigua/Starlet                 |
| 1222 E.            | 1957 | Aldo Pagani y su ritmo | Brazil/Pecado/La comparsa/Brasileiro                                      |
| E.1223             | 1957 | Eraldo Volontè ed il suo Quintetto                                                                                           | Eraldo Volontè ed il suo Quintetto                                        |
| E.1224             | 1957 | Mara Moris & Eraldo Volontè e Quintetto                                                                                      | Sings for you                                                             |
| 1225 E.            | 1957 | Alceo Guatelli | Espana Canì/La paloma/Il fischiatore pigro/Valzer di mezzanotte           |
| 1226 E.            | 1957 | Tony De Vita | Smile/Ho rubato/Non vedo che te/La più bella del mondo                    |
| E.1229             | 1957 | Manuel Jimenez | A media luz/Casita pequena/Milonguero/Triste corazon                      |
| E.1230             | 1957 | Manuel Jimenez | Bandoneon rebelde/Caminito/Lolita/Una plegaria                            |
| E.1243             | 1958 | Jimmy Fontana con la Flaminia Street Jazz Band                                                                               | Flaminia Street Jazz Band in Milan                                        |
| E.1244             | 1958 | Jimmy Fontana con la Flaminia Street Jazz Band                                                                               | A New Star Is Born!                                                       |
| E.1248             | 1958 | Jimmy Fontana and His Trio, Original Lambro Jazz Band, Carlo Loffredo & His New Orleans Parad, Marcello Riccio Swing Quintet | Poker di jazz                                                             |

### 45 giri - Serie Y
| Numero di catalogo | Anno             | Interprete                                    | Titoli                                               |
| ------------------ | ---------------- | --------------------------------------------- | ---------------------------------------------------- |
| Y 1665             | 1957             | Aldo Maietti                                  | Poema/Amico Tango                                    |
| Y 1667             | 1957             | Aldo Pagani e il suo Caratteristico Complesso | Mazurca variata/Rosamunda                            |
| Y 1675             | 1958             | Aldo Pagani Y Su Ritmo                        | As Time Goes By/Que Serà Serà                        |
| Y 1680             | 1957             | Alceo Guatelli                                | España/Sangue Viennese                               |
| Y 1690             | 1958             | Natale Romano                                 | Addio/Suono 'e piscatore                             |
| Y 1691             | 1958             | Natale Romano                                 | Alla Prado/Hollywood                                 |
| Y 1692             | 1958             | Natale Romano                                 | Ciliegi rosa/Royal mambo                             |
| Y 1693             | 1958             | Natale Romano                                 | Ballate con me/Rock blues                            |
| Y 1703             | 1958             | Aldo Pagani "The Marimba Man"                 | The Italian Theme (Motivo Italiano)/Pavanne          |
| Y 1707             | 1959             | Gianni Dorici                                 | Torna piccinia/Parlami d'amore Mariù                 |
| Y 1708             | 1959             | Gianni Dorici                                 | Non ti ricordi più/Vurria                            |
| Y 1709             | 1959             | Nando Maggi                                   | Donna di nessuno/Diana                               |
| Y 1710             | 1959             | Nando Maggi                                   | Ti vorrei/Sei nel mio destino                        |
| Y 1712             | 1958             | Duo Ermano                                    | Buona sera (signorina)/Marjolaine                    |
| Y 1713             | 1958             | Manuel Jimenez                                | Blue tango/Ansiadad                                  |
| Y 1714             | 1958             | Manuel Jimenez                                | Uno/Appassionato tango                               |
| Y 1755             | 28 novembre 1958 | Gil Cuppini Quintet                           | L'uomo dal braccio d'oro/There's a Small Hotel       |
| Y 1756             | 28 novembre 1958 | Gil Cuppini Quintet                           | Hula Hoop Song/Il nord                               |
| Y 1783             | 1959             | Elsa Bertuzzi                                 | Occhi blu/Tu senza di me                             |
| Y 1784             | 15 marzo 1959    | Gil Cuppini Quintet                           | Bernie's Tune/Il vecchio                             |
| Y 1785             | 15 marzo 1959    | Gil Cuppini Quintet featuring Lars Gullin     | Topsy/I'll Remember April                            |
| Y 1789             | 1959             | Gil Cuppini e il suo complesso                | Per tutta la vita/La luna è un'altra luna            |
| Y 1792             | 1960             | Mara Del Rio                                  | Amiamoci così/Sottovoce                              |
| Y 1799             | 1960             | Ambra Massimo                                 | Mon Pot' Le Gitan/Reve D'Amour                       |
| Y 1834             | 196x             | Banda militare diretta da G. Monese           | I pompieri di Viggiù/Il tamburo della Banda d'Affori |

### 45 giri - Serie PN
| Numero di catalogo | Anno           | Interprete                        | Titoli                                      |
| ------------------ | -------------- | --------------------------------- | ------------------------------------------- |
| PN 4051            | 1958           | Phil Nicoli                       | I ponti di Sils/La leggenda del bucaneve    |
| PN 4052            | 1958           | Phil Nicoli                       | Primerose/Frivolité                         |
| PN 4053            | 1958           | Nilo Ossani                       | Eternamente/Appassionatamente               |
| PN 4064            | ----           | Nilo Ossani                       | Core 'ngrato (Catarì)/Comme facette mammeta |
| PN 4069            | 1959           | Nilo Ossani                       | Come pioveva/La canzone dell'amore          |
| PN 4081            | 22 giugno 1960 | Trio Vignali                      | Good bye Alassio/Luna di sera               |
| PN 4084            | 1960           | Mara Del Rio                      | Ascoltami/Baci baci                         |
| PN 4085            | 1960           | Mara Del Rio                      | Coccolina/Da un giorno all'altro            |
| PN 4086            | 1960           | Mara Del Rio                      | Un tango cha cha cha/che sensazione         |
| PN 4087            | 1960           | Giorgia                           | Tre piccole note/Cento rose                 |
| PN 4089            | 1960           | Giorgia                           | Lady Peccato/Tre piccole note               |
| PN 4094            | 1960           | Nestor Campos e i suoi brasiliani | Brigitte Bardot/Desolacao                   |
| PN 4104            | 1960           | Ennio Sangiusto                   | The Twist/Amico charleston                  |
| PN 4109            | 1960           | Ennio Sangiusto                   | Montecarlo/And the heavens cried            |
| PN 4114            | 1960           | Nilo Ossani                       | Torna al tuo paesello/Firenze sogna         |
| PN 4115            | 1960           | Nilo Ossani                       | Piemontesina/Re di cuori                    |

### 45 giri - Serie CS
| Numero di catalogo | Anno | Interprete                         | Titoli                            |
| ------------------ | ---- | ---------------------------------- | --------------------------------- |
| CS 6004            | 1958 | Willy "Pat" Roon And His Wanderers | Mood Indigo/Sweet Sue Just You    |
| CS 6005            | 1958 | Willy "Pat" Roon And His Wanderers | Night And Day/Pennies From Heaven |
| CS 6006            | 1958 | Willy "Pat" Roon And His Wanderers | I'm Confessin/On The Alamo        |